# Sri-Gupta
Sri-Gupta foi o primeiro imperador do Império Gupta, dinastia que se estendeu num período de tempo entre o ano de 240 e o ano 550, depois de Cristo. Governou entre 240 e 290. Foi antecedido no trono por Susarma e sucedido por Gatotkacha.